# Catananche lutea
Espèce
Catananche lutea, la catananche jaune ou cupidone jaune, est une espèce de plantes à fleurs dicotylédones de la famille des Asteraceae (Composées) et de la sous-famille des Cichorioideae, originaire du bassin méditerranéen.
C'est une plante herbacée annuelle, de petite taille (de 8 à 40 cm de haut) aux feuilles basales disposées en rosette, qui se rencontre de préférence sur des sols calcaires dans des habitats ouverts et perturbés. Elle est rencontrée en Sardaigne, dans le sud de l'Italie et dans l'est du bassin méditerranéen.
Cette plante présente la particularité d'être amphicarpe et hétérocarpe. Elle produit en effet deux types de capitules : des capitules à la base de la rosette de feuilles portant des fleurons cléistogames et des capitules aériens à fleurons chasmogames, et cinq types de graines : deux types de graines plus grandes, produites par les capitules de la base, qui restent enfouies dans le sol, et trois types de graines plus petites produites par les capitules aériens, qui peuvent être disséminées par le vent ou rester groupées dans le capitule lorsque celui-ci se détache de la plante morte.